# All in the Suit That You Wear
All in the Suit That You Wear è un singolo del gruppo rock statunitense Stone Temple Pilots, pubblicato nel 2003 ed estratto dall'album Thank You.